# Primera guerra civil de Honduras

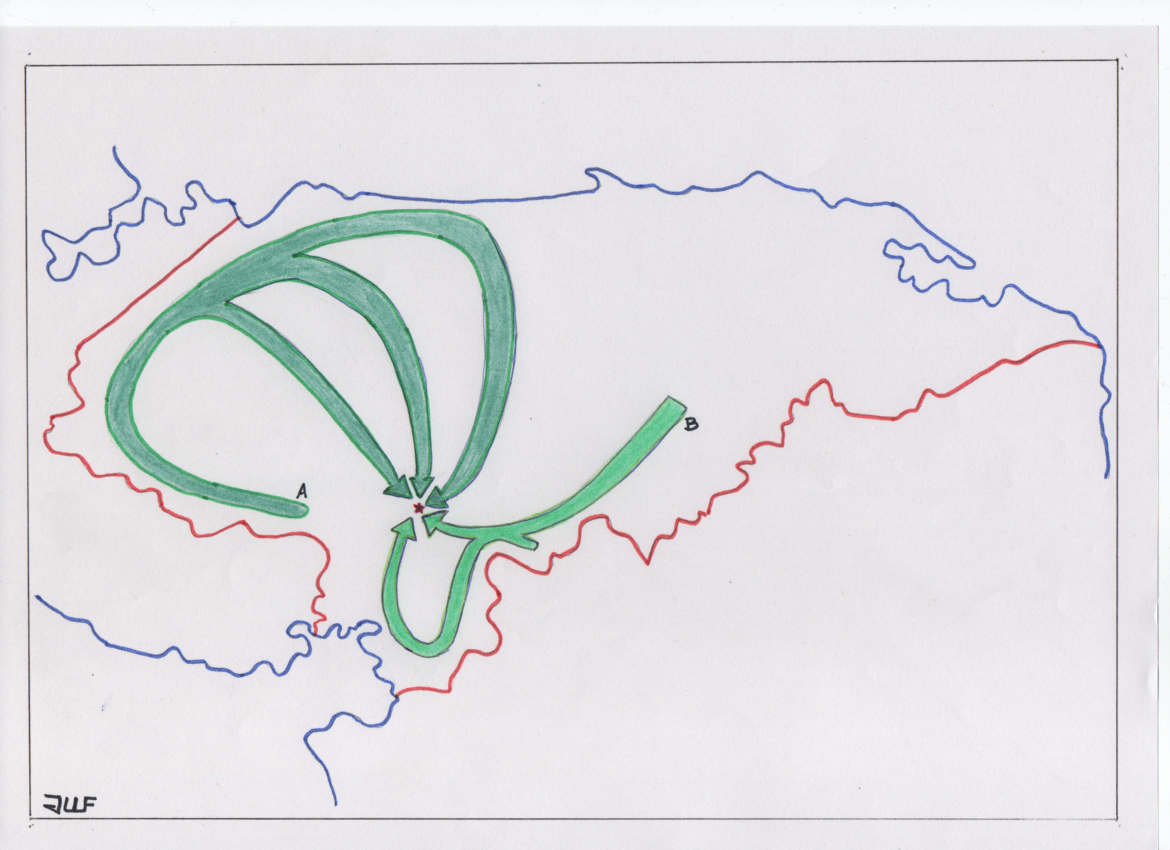
Plano de la 1.ª guerra civil de Honduras de 1919.
A) Ejército Rebelde de Occidente.
B) Ejército Rebelde de Oriente.
- Ciudad de Tegucigalpa.

La primera guerra civil de Honduras o “Revolución del 19” fue un conflicto armado que tuvo lugar en la república de Honduras en 1919. Si bien se le denomina como la "primera guerra civil", Honduras ya había sufrido conflictos internos con anterioridad desde que se proclamó como estado independiente en 1838, tales como la guerra de Olancho o el conflicto armado de 1907.

## Antecedentes
En 1919 se encontraba en la postrimería de su periodo presidencial el Doctor Francisco Bertrand Barahona, quien en un intento de colocar a su cuñado doctor Nazario Soriano en la presidencia, los opositores políticos se rebelan en su contra, en el mes de marzo, ya que debido al auge de las empresas transnacionales estadounidenses que operaban en el país desde el siglo XIX, el presidente hondureño tenía que ser una figura débil y manejable a sus antojos; en tal sentido, que no les perjudicara con la creación de un sindicato de trabajadores de tales empresas, que no decretasen leyes que favorecieran a los mismos empleados, que no les incrementasen sus impuestos operacionales, ni tampoco la prohibición en adquirir los terrenos que deseasen y mucho menos que la moneda nacional “El Lempira” decretada oficialmente su creación y circulación desde 1912 y 1919; cuya idea no se había concretado en su totalidad, debido a la rotación del dólar estadounidense que se manejaba en los puertos hondureños. La pretensión del Presidente Bertrand llegó tan lejos que indicó que habían sido lanzadas acusaciones en contra del empresario estadounidense Samuel Zemurray de provocar la revolución.
En el mes de abril se realizaron las elecciones generales y resultó ganador Nazario Soriano por el Partido Nacional de Honduras, un desconocido para toda la población, ya que Soriano era hondureño, pero siempre había residido en el extranjero debido a su nombramiento como cónsul de Honduras en la ciudad de Nueva Orleans, Estados Unidos de América. Los detractores se alzaron en armas contra el gobierno y la supuesta sucesión amañada, donde el apadrinado de Bertrand era el único candidato con opciones.
Entre los postulantes presidenciales se encontraban: el coronel y licenciado Jerónimo J. Reina ministro de Guerra, Francisco J. Mejía, Alberto de Jesús Membreño Vásquez quien era el candidato oficial del Partido Nacional de Honduras quien fue arrestado y llevado a Guatemala supuestamente para proteger su vida y el político y general Rafael Salvador López Gutiérrez candidato del Partido Liberal de Honduras. Seguidamente en el mes de julio, Bertrand suspende las garantías de los derechos civiles de los ciudadanos, todo con el fin de que no haya elecciones e imponer a su sucesor, esta fue la detonante de la guerra civil.
En el mes de julio, Antonio López Gutiérrez, hermano del general López Gutiérrez y ministro de Honduras en Washington, D. C. solicitaba secretamente al Departamento de Estado que tomara medidas con el propósito de asegurar unas elecciones libres en Honduras.
Entre los cabecillas de la rebelión estaban los oficiales intibucanos Vicente Tosta Carrasco, quien era Mayor de plaza de Intibucá y al declararse dictador Bertrand, Tosta fue depuesto y encarcelado por ser opositor político, seguidamente liberado por sus aliados y ascendido a coronel. Se unió a él su compadre y paisano el coronel Gregorio Ferrera y J. Ernesto Alvarado, entre otros oficiales quienes juraron retirar a Bertrand del poder y unirse al general Rafael López Gutiérrez, quien había buscado colaboración con los liberales de Guatemala y los conservadores de Nicaragua, asimismo contaban con el beneplácito del hombre más rico de Honduras, por ese entonces don Santos Soto Rosales, quien otorgaba su residencia para las reuniones del grupo rebelde entre quienes estaban los ciudadanos Manuel Adalid y Gamero, Jesús M. Alvarado, Vicente Mejía Colindres, Carlos Lagos y Marcial Lagos, como de los liberales de renombre, entre ellos: a Raúl Toledo López, sobrino de López Gutiérrez, el Licenciado Antonio R. Reina, Abel Gamero egresado de la Academia Militar de Estados Unidos y a quien se le había dado la designación de Agente Político de la Revolución en Nicaragua, y proveedor de armas, municiones y pertrechos para el ejército rebelde.

## Movimientos de las partes
El 24 de julio, el Gobierno de Bertrand solicita un préstamo a la “Junta de aguas” de la ciudad de Santa Rosa de Copán por la cantidad de 1,000 Pesos hondureños para gastos militares. Asimismo busca apoyo con el gobernante de El Salvador.
23 de julio, el representante estadounidense en Tegucigalpa informaba al Ministerio de Relaciones Exteriores de Honduras, que los señores: Francisco López Padilla, José Jorge Callejas, Paulino Valladares, Rómulo E. Durón, Saturnino Medal y Silverio Laínez solicitaron asilo político, de igual forma Josehp Walter cónsul de la Gran Bretaña, informaba a su igual estadounidense que los señores Magín Herrera, Vicente Mejía Colindres y Venancio Callejas se encontraban en su sede en claidad de asilados, mientras se solicionaba el conflicto.
El 25 de julio, el ejército rebelde de occidente toma los municipios de La Esperanza e Intibucá, comandadas por el general José Ramírez quien falleció en la revuelta, sus oficiales coronel Vicente Tosta Carrasco y Gregorio Ferrera, recibieron órdenes de avanzar hasta las ciudades de Gracias, Santa Rosa y luego dirigirse al norte. La primera plaza en caer fue la de Gracias (Lempira) que estaba al mando del general José León Castro.
29 de julio, la Plaza de Cedros, Francisco Morazán a la orden del Mayor José Inocente Triminio Osorio Comandante Seccional de Cedros, es atacada por las fuerzas revolucionarias que toman la misma, previamente bajo una escaramuza de fuego cruzado.

### Combates en el centro de Honduras
Mientras tanto, la columna rebelde comandada por el general Rafael Salvador López Gutiérrez intentaría tomar el centro del país y la capital, López Gutiérrez combatió y derrotó a las fuerzas gubernamentales al mando del general Eulogio Flores acantonadas en la localidad de "Teupasenti" y seguidamente avanzó hasta tomar las inmediaciones de "El Pedregalito".

### Toma del occidente
Los generales José María Reina, Ernesto Alvarado y los coroneles Vicente Tosta Carrasco, Flavio Delcid y Gregorio Ferrera y el capitán Natividad Pérez líderes del “Ejército revolucionario de Occidente” inician sus operaciones bélicas en el occidente de Hondurasa. El 11 de agosto, a las 05.00 horas, atacán la ciudad de Gracias seguidamente parten hacia Santa Rosa de Copán con un buen ejército y otros que se les han unido, los rebeldes se aproximaron por el este y rodearon la ciudad para sitiarla, al ser avistados por las fuerzas gubernamentales santarrocenses al mando del licenciado Jesús María Rodríguez Comandante de Armas de Santa Rosa y el general Alfonso Ferrari que ordena al coronel Vicente Ayala que se refuerce la guardia del Ayuntamiento Constitucional y que se preparan tanto los soldados como los ciudadanos para el combate que no tiene cabida hasta el día miércoles 13 y acabó el día sábado 16 de agosto de 1919, los defensores de la ciudad están 400 soldados bien equipados; después de varias horas de combate se entregó la ciudad.
En este acto el general Vicente Tosta Carrasco se llevó de la misma “Junta de aguas” 5000 pesos hondureños para la campaña rebelde, luego se marcharon al norte.

## Toma de Santa Bárbara
El general José María Reina y las tropas revolucionarias marcharon hacia Santa Bárbara encontrándose en la localidad de San Nicolás con fuerzas gubernamentales al mando del coronel Teófilo Castillo, de origen mexicano; el combate fue intenso, hasta la victoria de los rebeldes.

### Tegucigalpa
29 de agosto. Caen las posiciones defensivas gubernamentales estacionadas en "El Pedregalito" debido a una fuerte avanzada de las fuerzas rebeldes.

## Toma de San Pedro Sula
El comandante General José María Reina H, el coronel Vicente Tosta Carrasco, el general Simón Aguilar (originario de Comayagüela), coronel Gregorio Ferrera, uniéndose a ellos el doctor y general Ernesto Alvarado “Alvaradito” (originario de Trujillo) militar egresado de academia de orientación conservadora y que había abandonado su finca en Pimienta, Cortés, para unirse a la revolución el 2 y 3 de septiembre, se combatió en la ciudad de San Pedro Sula la que también caería en su poder y saliendo herido el general José María Reina en el asalto a las trincheras de las tropas de gobierno en el cerro “La Cumbre” y donde falleció el general Teófilo Cárcamo; el general Simón Aguilar estiró los brazos de la revolución aplastando a los combatientes nacionales, los rebeldes se dirigieron hacia la ciudad de Puerto Cortés.
El embajador de los Estados Unidos en Honduras Thomas Sambola Jones solicita el cese a las hostilidades y la renuncia del presidente Bertrand, asimismo demanda ayuda del gobierno estadounidense para una intervención militar, para todo esto las muertes se cuentan en las principales ciudades: Tegucigalpa, Gracias (Lempira), La Esperanza, Santa Rosa de Copán, Santa Bárbara y San Pedro Sula, de más de 800 personas.

## Toma de Danlí
El “Ejército Revolucionario de Oriente” se reúne para atacar la ciudad de Danlí, en el mes de septiembre, para ello los oficiales encargados de la misión fueron: el general Gregorio Aguilar, el general Salvador Cisneros, el general Adolfo Zúñiga. Sus oponentes serían un buen ejército al mando del Coronel José María Díaz Gómez, le rodeaban entre sus oficiales: Inocente Triminio, Leonidas Pineda, Rosendo Fortín, José Alvarado, Félix Alemán, Enrique Varela, Mariano Godoy y Fernando Palomo. El cuartel general rebelde, fue establecido en el cerro de “El Estiquirinero”, el grueso del ejército era de tres columnas las cuales se situaron estratégicamente, rodeando su objetivo. El coronel Mendoza atacaría por el norte; el coronel Cisneros por el sur y el coronel Aguilar por el oriente. A las 05:00 horas, comenzó el ataque hacia las guarniciones gubernamentales en diferentes puntos de Danlí, aún no amanecía y una ración de balas de los revolucionarios cayó sobre los guardias y emprendieron a refugiarse dentro del cuartel y en los edificios cercanos, allí se atrincheraron y se dispusieron resistir el tremendo ataque. Cuando el sol salió, todo el ejército gubernamental, se hallaba dentro del casco de la población, sometido a un intenso ataque del enemigo y no pudiendo organizar una defensiva eficaz. Varios grupos de soldados suicidas rebeldes se aproximaron a las puertas de los edificios, bajo el fuego enemigo, con hachas, picos y otras herramientas con el fin de echar abajo las puertas y penetrar dentro de las posiciones defensivas, cuando lo hicieron dispararon sin cesar al interior. Al terminar el día un montón de muertos, heridos y demás les esperaban todos los prisioneros fueron desarmados y se les brindó la libertad una vez que hayan dejado de seguir luchando por el dictador.
El 9 de septiembre de 1919 el doctor Bertrand Barahona resignó el mando ejecutivo en el Consejo de Ministros y junto con el Dr. Nazario Soriano, Froilán Turcios, Andrés Soriano y otros amigos y partidarios, se dirigió hacia San Lorenzo, en dos automóviles que llevaban el frente cubierto con la bandera de los Estados Unidos de América, para no ser detenidos, de allí partieron a Estados Unidos., el Consejo por el ministro de Gobierno Salvador Aguirre quien estuvo al mando de la administración hasta el 16 de septiembre, cuando lo tomó el Doctor Vicente Mejía Colindres, quien fungía como ministro de Relaciones Exteriores, hasta el 5 de octubre. Después de la dimisión del presidente Bertrand, y algunos días antes de la entrada en Tegucigalpa de las tropas del general López Gutiérrez, su hermano, Antonio López Gutiérrez, escribía a la División Latinoamericana del Departamento de Estado: "...es necesario que un gobierno fuerte y central sea creado. Nosotros deseamos que el Departamento de Estado nos de su apoyo moral con este fin”.
El Congreso Nacional de Honduras ordenó colocar en la presidencia provisional al Doctor Francisco Bográn Barahona, quien tomó posesión el 5 de octubre y convocó al pueblo celebrar elecciones generales.
Woodrow Wilson presidente de los Estados Unidos de América envió el USS “Chicago” a Amapala en las costas sureñas de Honduras, con el fin de que con el diálogo, se llegase a poner fin a la guerra y volver a la democracia. Asimismo se dio captura a los insurgentes salvadoreños que actuaban a órdenes de los rebeldes.

## Tácticas militares
- El Ejército Rebelde empleo la noche y bajo la oscuridad atacaron a los cuarteles y edificios del gobierno.
- Los ataques fueron rápidos y multitudinarios.
- Se empleó la ametralladora.

## Posguerra
Después de la guerra civil emerge como candidato presidencial del Partido Liberal de Honduras el general Rafael López Gutiérrez, quien entra triunfante con sus huestes en la ciudad de Tegucigalpa el 17 de septiembre y a su vez saliendo el Doctor y General Tiburcio Carias Andino en parte con las pretensiones de realizar una contra revolución al no aceptar a Gutiérrez, como aspirante presidencial, contra la fórmula del Partido Nacional Demócrata abogado Alberto de Jesús Membreño y Antonio Madrid.
En el mes de octubre se realizan las elecciones y sale triunfador el General Rafael López Gutiérrez y como vicepresidente el Doctor José María Ochoa Velásquez, quienes tomaron posesión el 1 de febrero de 1920.

## Consecuencias
- El Gobierno hondureño se aseguró mantener y formar una mejor Fuerzas Armadas de Honduras y crear una Fuerza Aérea leal.
- El General Rafael López Gutiérrez, quiso mantenerse en el poder, lo que conllevó a estallar una Segunda Guerra Civil de Honduras en 1924.
- Las empresas Transnacionales (bananeras, mineras)[12] se apoderaron de una mayor parte de terrenos costeros en la zona norte de Honduras.
- Ocasionó pobreza, desnutrición, malos salarios, mala asistencia sanitaria a los empleados.
- Creación de un sindicato por parte de los empleados de las Transnacionales.
- cerca de 3,000 bajas militares, un número desconocido de heridos y de civiles muertos.
- Fundación de un Partido Comunista de Honduras.
- Tratado de Paz entre los países centroamericanos.